# آلان ألفاريز
آلان ألفاريز (بالإسبانية: Alain Álvarez) (9 نوفمبر 1989 خيخون إسبانيا - ) هو لاعب كرة قدم إسباني يلعب كمدافع.

## روابط خارجية
- آلان ألفاريز على موقع قاعدة بيانات كرة القدم.إي يو (الإنجليزية)
- آلان ألفاريز على موقع Soccerway.com (الإنجليزية)